# Varadin
Varadin (cyr. Варадин) – wieś w Serbii, w okręgu jablanickim, w gminie Medveđa. W 2011 roku liczyła 70 mieszkańców.